# Alois Neuhold
Alois Neuhold (né le 19 avril 1951 à Eggersdorf bei Graz) est un peintre autrichien.

## Biographie

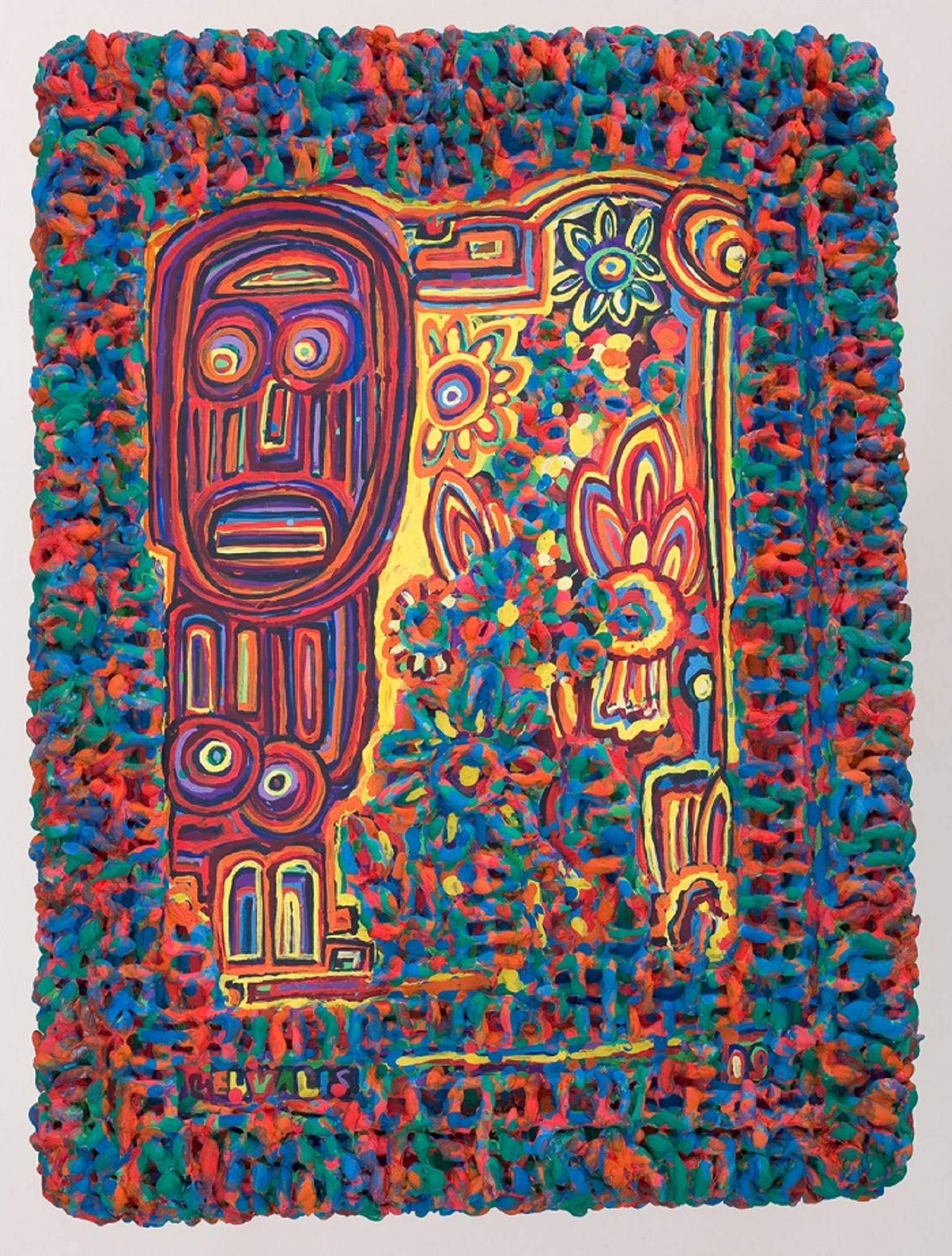
La Personne du bain de soleil reçoit vite les rayons du soleil, acrylique, carton, 2009.

Alois Neuhold étudie de 1970 à 1976 la théologie catholique à Graz et devient prêtre à Göss. En 1978, il a commencé à étudier le graphisme à l'académie des beaux-arts de Vienne et est diplômé en 1982. En 1979, il est suspendu du sacerdoce. En 1986, il reçoit le Prix d'art de la ville de Graz. Il publie deux manifestes, le premier en 1987 et le deuxième en 2011, dans lesquels il commente ses œuvres.
En raison de son indépendance, le travail complet de Neuhold ne peut être assigné à une école ou à un mouvement qu'avec beaucoup de difficulté. Après avoir terminé ses études à l'académie, il trouve un lien avec le « Neue Malerei » et participe à des expositions importantes, de sorte que son travail est associé à ce mouvement dans les années suivantes. L'œuvre de Neuhold évolue dans divers domaines : peinture sur divers supports, graphisme imprimé, notamment au début des années 1980, dessins et encres, peintures en relief depuis 1983, et enfin images plastiques et interventions dans l'espace public.
Alois Neuhold vit et travaille à Sankt Georgen an der Stiefing.

## Source de la traduction
- (de) Cet article est partiellement ou en totalité issu de l’article de Wikipédia en allemand intitulé « Alois Neuhold » (voir la liste des auteurs).